# ژان کلود دروارت
ژان کلود دروارت (انگلیسی: Jean-Claude Druart; ۲۵ اوت ۱۹۲۷ – ۲۳ اکتبر ۱۹۹۴) بازیکن فوتبال بود.
وی همچنین در تیم ملی فوتبال فرانسه بازی کرده‌است.